# برج بي تي

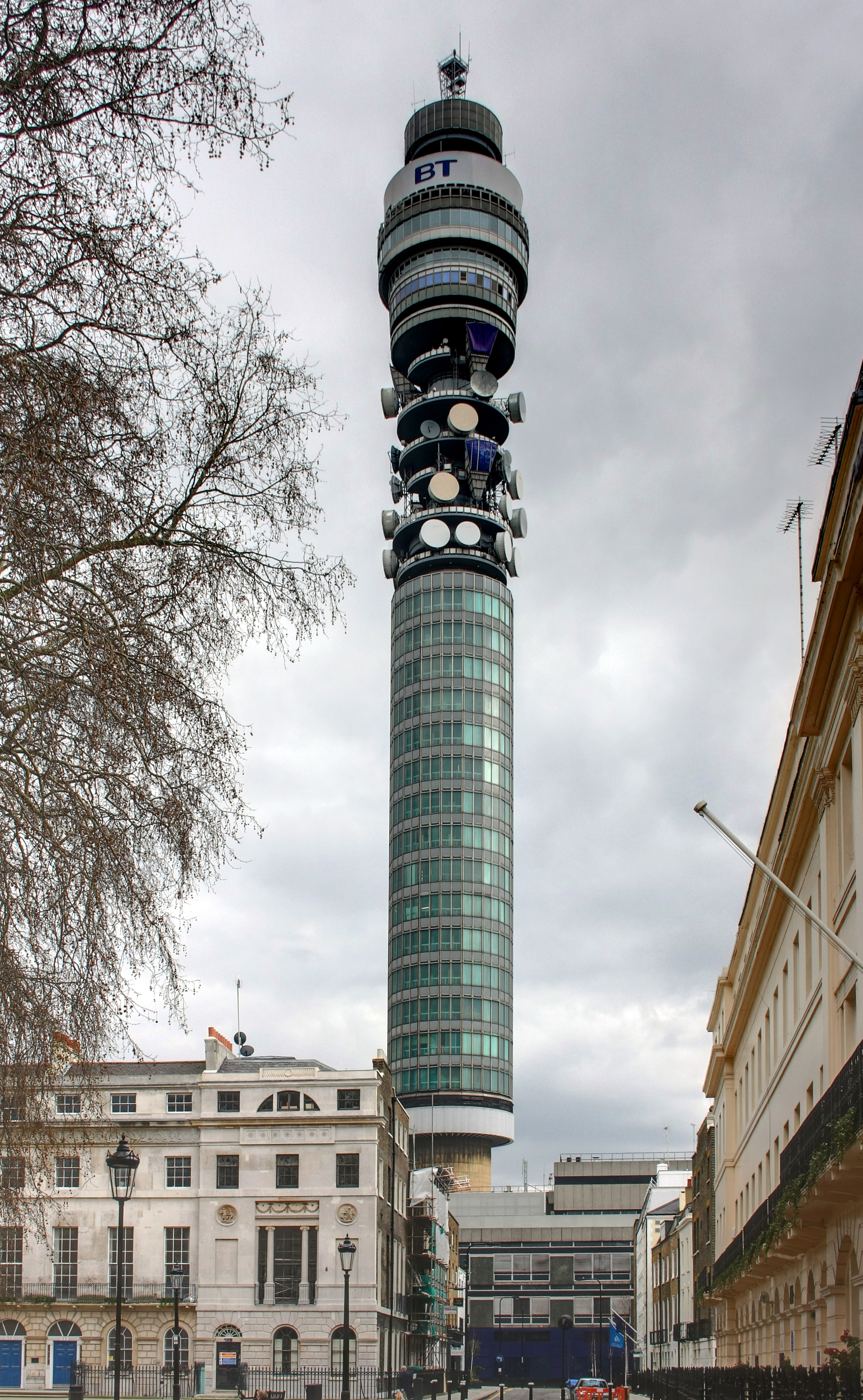
برج بي تي.

برج بي تي هو برج اتصالات يقع في حي فتزروفيا بلندن.
تمتلك البناية مجموعة بريتش تليكوم. بدء العمل في البرج في عام 1961 م، وانتهى العمل فيه عام 1964 م. والهيكل الرئيسي للبرج يبلغ ارتفاعه 177 مترًا (581 قدمًا)، إضافة إلى قسم الهوائي الذي يجعل إجمالي الارتفاع يصل إلى 191 مترًا (627 قدمًا).